# Qeyşarābād (ort i Iran)
Qeyşarābād (persiska: قيصر آباد) är en ort i Iran.   Den ligger i provinsen Teheran, i den centrala delen av landet, 22 km söder om huvudstaden Teheran. Qeyşarābād ligger 1 011 meter över havet och antalet invånare är 692.
Terrängen runt Qeyşarābād är huvudsakligen platt, men söderut är den kuperad.Runt Qeyşarābād är det tätbefolkat, med 276 invånare per kvadratkilometer. Närmaste större samhälle är Eslāmshahr, 8,1 km nordväst om Qeyşarābād. Trakten runt Qeyşarābād består i huvudsak av gräsmarker.